# District Moskovski
Le district Moskovski (district de Moscou) est l'un des 18 raïons administratifs de Saint-Pétersbourg. Il occupe une superficie de 7 107 hectares. La zone est également appelée la Porte Sud de Saint-Pétersbourg, car c'est sur son territoire que se trouve l'aéroport international de Poulkovo, ainsi que deux routes principales du nord-ouest de la Russie, A181 et R23. Cinq arrondissements municipaux se partagent ce district : Moskovsakaïa zastava, Gagarinskoïe, Novoizmaïlovskoïe, Poulkovski meridian et Zvezdnoïe. Son histoire est liée au développement de la perspective Moskovski (perspective de Moscou, d'où le nom du district), une grande artère de Saint-Pétersbourg menant à Moscou.